# Albai
Albai (em árabe: البية; romaniz.: Al-Bayh) é uma cidade da província de Daira e do vilaiete de Danque, no Omã. No censo de 2010, tinha 77 habitantes, todos forâneos. Compreende área de 7,4 quilômetros quadrados.